# شاه رستم الأول
شاه رستم الأول بن شاه حسين بن عز الدين محمد بن شجاع الدين محمود بن عز الدين حسين.
أتابك لورستان العشرون من عائلة الاتابكة بني خورشيد.
والحاكم السادس من الأسرة الحسينية (أسرة عز الدين حسين أتابك).

## توليه الحكم
بعد حُكم وقيادة عسكرية دامت 56 عام تقريباً، تم اغتيال الأتابك شاه حسين أتابك عام 1468م مع 500 فرد من أتباعه ورجال حكومته بكمين من القائد پير علي بن علي شكر پيک.
لذلك تولى الحكم خلفاً له في العاصمة خرم آباد أبنه وولي عهده الأمير (شاه رستم) عام 1468م.

## الحرب الصفوية
صادف في عهد شاه رستم الأول بأن تقلصت سلطة دولة المغول التيموريين بعد أن قُتل حاكمها أبو سعيد ميرزا، وكذلك تبدد حكم دولتي الخراف السود والبيض (الآق قوينلو والقراقوينلو)؛ لذلك توسعت الدولة الصفوية على يد حاكمها الشاه إسماعيل الأول الصفوي حتى شملت أقاليم واسعة من خراسان وشمال إيران وكذلك العراق الأعجمي والعربي بما فيه مدينة بغداد ولم يتبقى إقليم خارج سلطته إلا الأحواز العربي (تحت سلطة الأسرة المشعشعية) وبلاد اللور (تحت سلطة الأسرة الاتابكية الخورشيدية).

الشاه أبو المظفر إسماعيل الأول الصفوي (1501م-1524م).

لذلك قصد الشاه إسماعيل الصفوي الحويزة عاصمة الاحواز وتمكن منها، أما لورستان ففي عام 1508م/914ھ سير الشاه الصفوي لها جيشاً قُدر عدده بعشرة آلاف جندي تحت قيادة القائد (حسن بِگ لالا) الذي يكون أحد أمراء أكراد طاليش، والقائد (بيرام بيگ قرمانلو)، وبالفعل اندلعت الحرب بين الصفويين والخورشيديين، إلا أن القوات الصفوية تقدمت فيها عسكرياً على قوات الأتابك شاه رستم الأول، لذلك أصدر الأتابك أوامره بالانسحاب من مدينة خرم آباد باتجاه جبال بلاده المنيعة فعسكر بجيشه خلفها، إلا أن موقفه أصبح محرج عسكرياً، حيث أصبح على وشك الهزيمة بعد كل تلك المعارك ومن ثم الحصار، لذلك طلب الهدنة والصلح من شاه إيران، فوافق الشاه وتم عقد إتفاقية وقع الطرفين على شروطها، فعاد الاتابك شاه رستم الأول إلى قلعة فلك الأفلاك بالعاصمة خرم آباد حاكماً على بلاد اللور؛ وفق شروط تلك الإتفاقية.

## العلاقات مع الدولة الصفوية

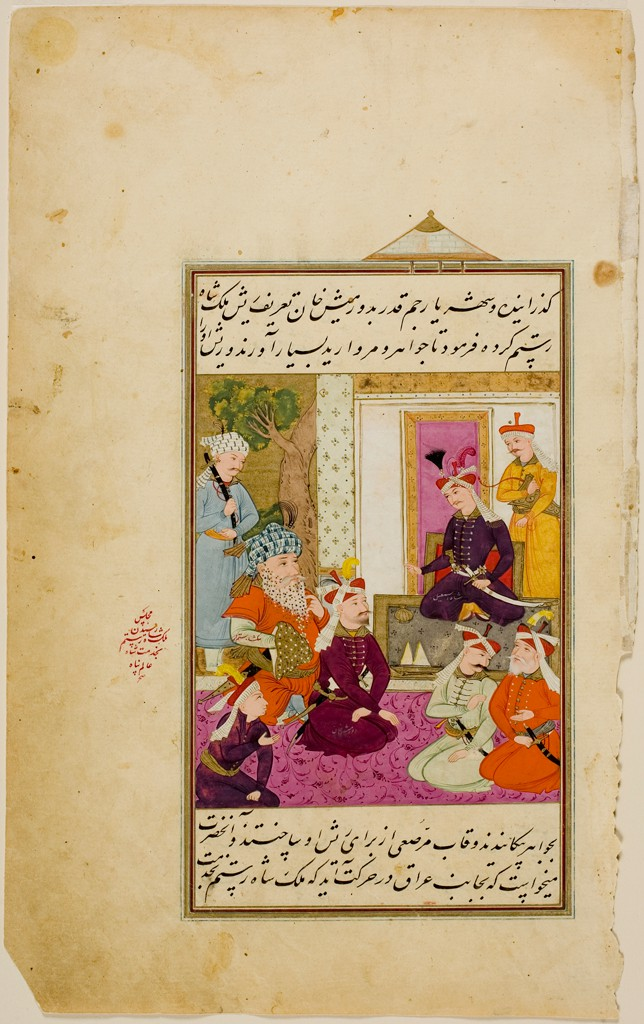
الأتابك شاه رستم الأول (أتابك لورستان وبروجرد) وهو في محادثة مع الشاه إسماعيل الأول الصفوي عام 1508م في العاصمة الصفوية، وذلك بعد عقد الصلح بينهما بطلب من حاكم لورستان نفسه. (شاه رستم الأول هو الرجل المسن الجالس يسار اللوحة «وتظهر لحيته البيضاء وهي تحمل الجواهر المهداة من الشاه»، الشاه إسماعيل الأول هو الرجل الجالس يمين الصورة في الصدارة وهو يتحدث مع الأتابك).

بعد أن حصل الصلح بين الطرفين، دعى الشاه إسماعيل الصفوي الأتابك شاه رستم الأول لزيارته في العاصمة والقصر الصفوي، وبالفعل لبى الأتابك الدعوة ووصل إلى القصر الصفوي في اليوم الثاني من شهر جمادي الآخرة من نفس العام الهجري (914ھ)، فأستقبله الشاه إسماعيل الصفوي استقبالاً حافلاً ومهيباً وقابله بحفاوة بالغة ولاطفَه كثيراً بلغته اللورية الفيلية (الكوردية الفيلية)، وأمر أن يتم تزيين لحيته الكثيفة والطويلة بالأحجار والجواهر الكريمة، فنظم كل شعرة أو خصلة بجوهرة أو حجر كريم، وقام كذلك بإهداءه قبعة مطرزة بالذهب والجواهر الثمنية (يظهر الأتابك في اللوحة وهو ممسكاً القبعة بإحدى يديه)، وأبقاه في ضيافته أياماً عديدة، وقبل عودة الاتابك إلى بلاده أنعم شاه إيران عليه بأن منحه أقاليم وولايات واسعة من جنوب إيران بما فيها مدينة دزفول ومدينة تستر.

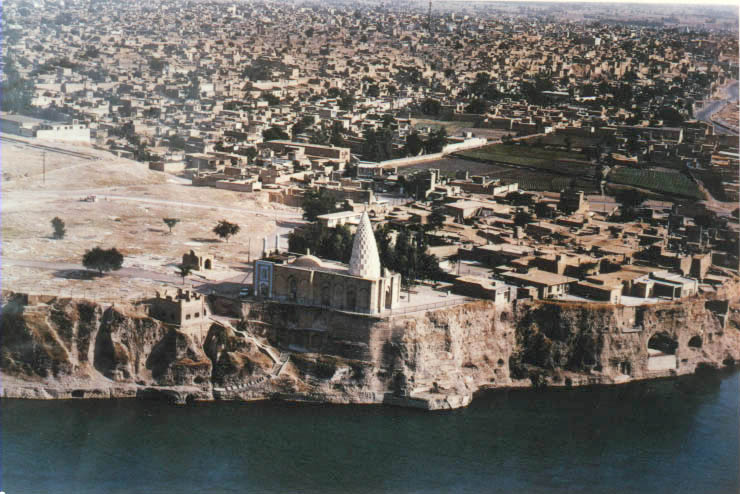
صورة لمدينة دزفول الشهيرة ، جنوب إيران.

وظلت العلاقات بين الاتابك وشاه إيران علاقات طيبة للغاية حتى وفاة الاتابك شاه رستم الأول عام 1524م.
توجد بعض الكتب القليلة تذكر غير المذكور أعلاه، حيث تذكر أنه تم سجن الاتابك شاه رستم على يد الشاه طهماسب الأول بعد أن كانت علاقات الاتابك مع والد طهماسب (الشاه إسماعيل الصفوي) متعكرة بسبب دفع الاتابك الضرائب لوالي بغداد العثماني، إلا أن هذا الكلام مدحوض تاريخياً، حيث لم تذكر الرواية هذه المعلومات إلا بشكل مبسط، ففي الواقع الشاه طهماسب الأول لم يتولى الحكم إلا بعد وفاة الاتابك شاه رستم الأول بعام كامل والذي توفي بداية عام 1524م.
أما فيما يخص دفع الضرائب من قبل الاتابك شاه رستم الأول لوالي بغداد العثماني، فالدولة العثمانية لم تسيطر على العراق وبغداد اصلاً إلا عام 1534م على يد السلطان سليمان القانوني، أي بعد عقد كامل من وفاة الاتابك شاه رستم الأول.

## وفاته
توفي شاه رستم الأول عام 1524م بعد حُكم دام نصف قرن تقريباً، عن عمر ناهز التسعين عاماً، فخلفه بالحكم بشكل رسمي أبنه الأكبر وولي عهده الأمير أوغور شاه أتابك.